# Aconitum hemsleyanum
Aconitum hemsleyanum là một loài thực vật có hoa trong họ Mao lương. Loài này được E.Pritz. mô tả khoa học đầu tiên năm 1900.